# Schloss Eichtersheim

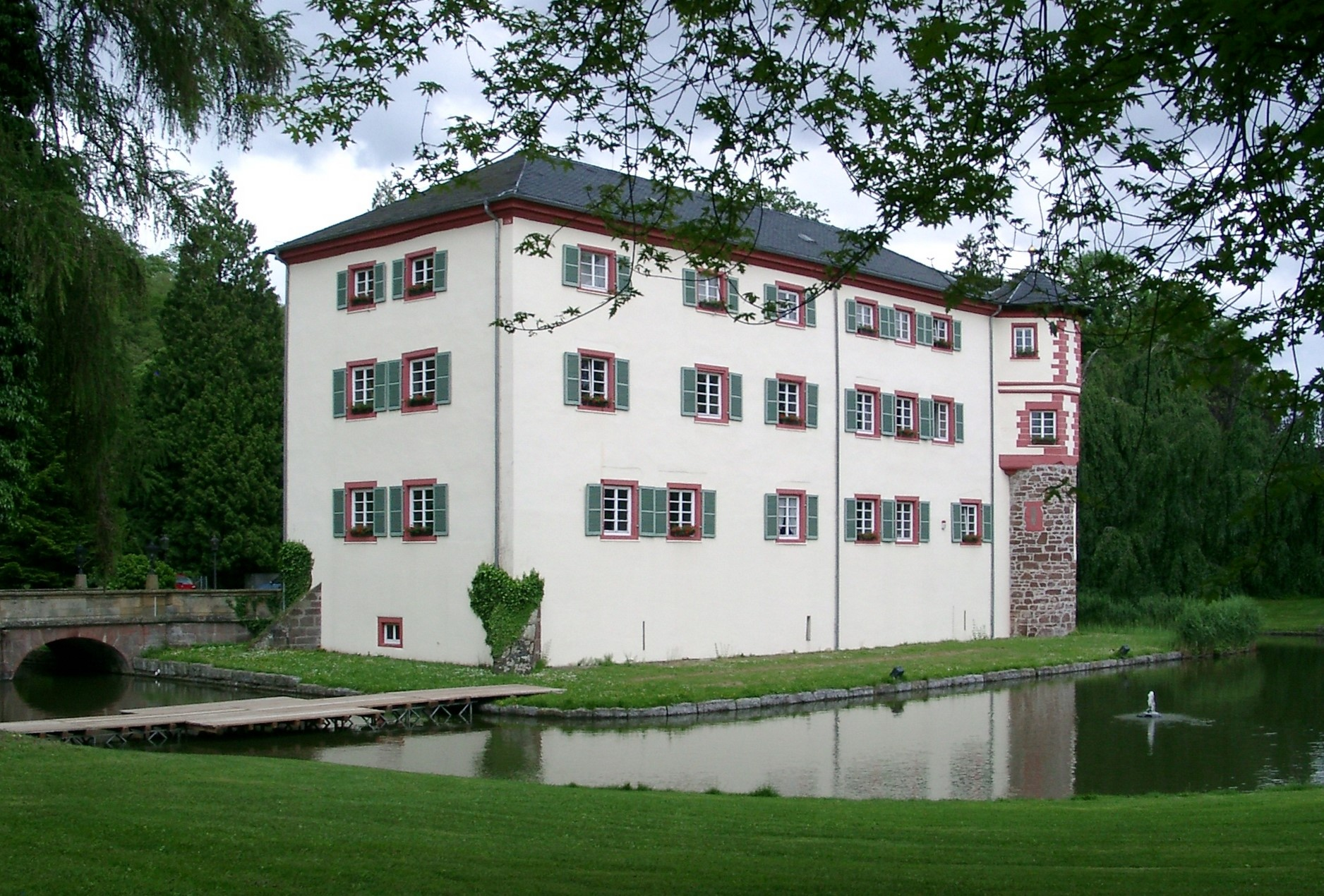
Schloss Eichtersheim

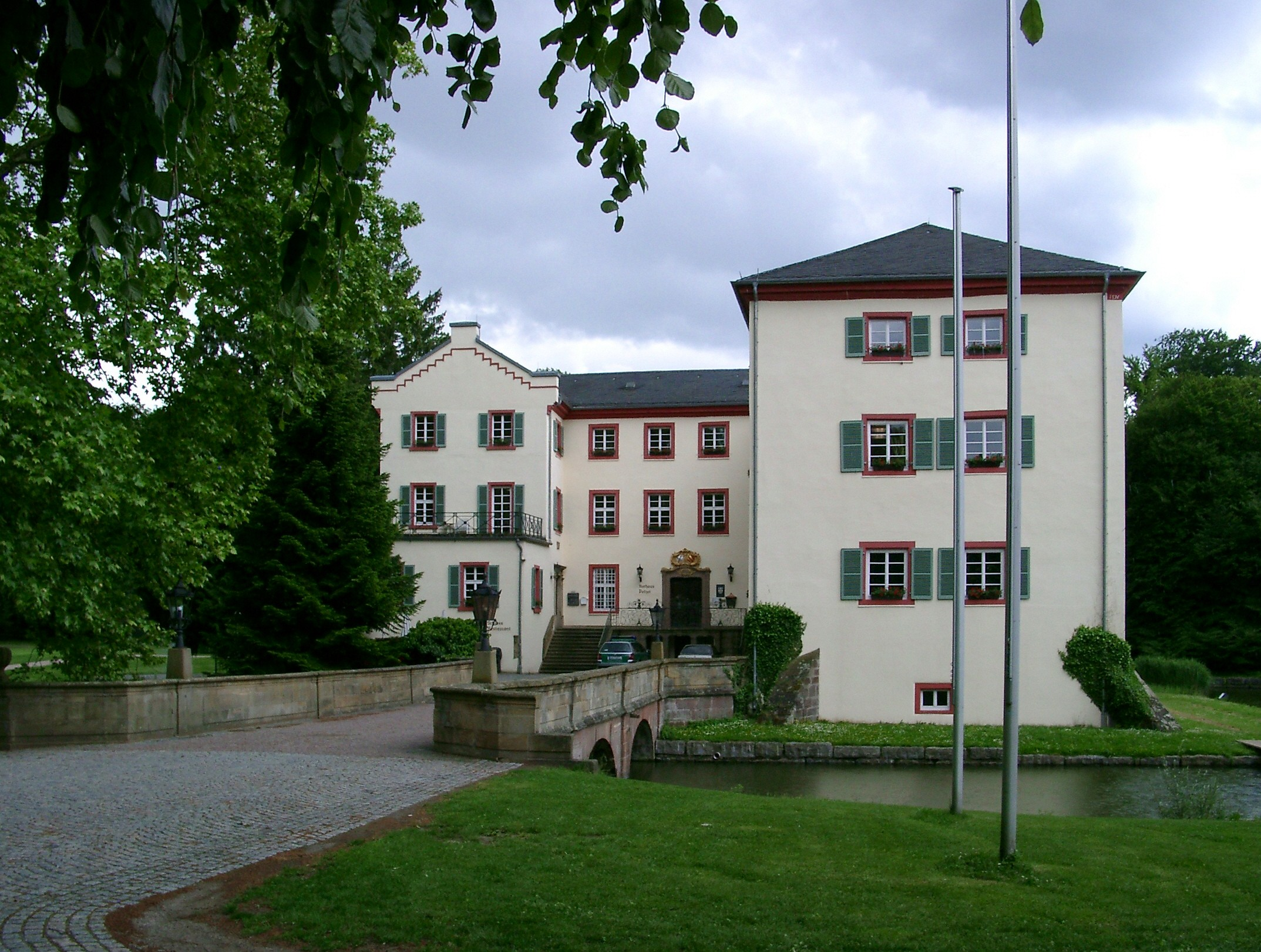
Eine steinerne Brücke führt über den Wassergraben zum Portal der Anlage

Das Schloss Eichtersheim ist ein Wasserschloss in Eichtersheim, einem Ortsteil der Gemeinde Angelbachtal im Rhein-Neckar-Kreis. Das Schloss wurde im 16. Jahrhundert durch die Herren von Venningen erbaut und erhielt im 18. Jahrhundert sein heutiges Aussehen. Das von einem geschlossenen Wassergraben umringte und von einem fast sieben Hektar großen Park umgebene Schloss befindet sich seit 1963 in Gemeindebesitz, seit 1980 beherbergt es das Rathaus der Gemeinde und ein Restaurant.

## Geschichte
Nachdem die Herren von Venningen den Ort Eichtersheim als kurpfälzisches Erblehen erhalten hatten, errichteten sie dort in der zweiten Hälfte des 16. Jahrhunderts in einer Niederung des Angelbachs einen Herrensitz. Das von einem Wassergraben umgebene Schloss war jeher eine zum Ort hin offene, ungleichmäßig dreiflügelige Anlage. Die genaue Bestimmung des Alters des Bauwerks durch die vorhandenen Bauinschriften wird dadurch erschwert, dass die Herren von Venningen öfters Bauteile älterer Anlagen bei Neu- oder Umbauten wiederverwendet haben. So ist auch eine von ihrer Datierung her nicht zweifelsfrei lesbare Wappentafel von 1510 oder 1570 über dem Eingang zum linken Seitenflügel nur bedingt als Anhaltspunkt zur Datierung anzusprechen. Ein steinernes Türgewände trägt außerdem die Jahreszahl 1569. Das Schloss wies ursprünglich zwei Türme auf, wurde jedoch vielfach umgebaut, so dass heute nur noch ein Turm vorhanden ist.
Seine heutige Gestalt erhielt das Schloss im Wesentlichen durch einen Umbau unter Carl Philipp von Venningen im Jahr 1767. Von diesem Umbau stammen sowohl die barocke zweiarmige Freitreppe zum Hauptportal, als auch die prunkvolle barocke Treppenanlage im Inneren des Schlosses. Zeitweilig war ein Erker von der Burg Neidenstein im Schloss verbaut, wurde dann jedoch wieder ausgebrochen und zurück nach Neidenstein verbracht.
Das Gebäude befand sich bis 1963 im Besitz der Familie von Venningen und wurde dann von der Gemeinde Eichtersheim erworben. Ab 1964 erwog die Gemeinde erstmals den Weiterverkauf des Schlosses. 1969 gab es Pläne, in dem Schloss ein Ausländerwohnheim für eine örtliche Firma einzurichten. 1970 überlegte man dann, das Schloss als gemeinsames Rathaus für Eichtersheim und Michelfeld zu nutzen. Nach dem Zusammenschluss der Gemeinden 1972 plante man dann zunächst den Neubau eines Rathauses zwischen den beiden Ortsteilen und erneut den Verkauf des Schlosses, ließ aber dennoch ab 1974 den Schlossgarten neu gestalten. Ab 1976 gab es erneut ergebnislose Verkaufsverhandlungen, bevor die Gemeinde 1977 den Umbau des Schlosses zum Rathaus beschloss. Nach zweijähriger Bauzeit wurde das Schloss 1980 seiner neuen Bestimmung übergeben. Im Erdgeschoss des linken Seitenflügels wurde ein Restaurant eingerichtet, das Turmzimmer im Erdgeschoss wurde zur Polizeistation umgebaut, im zweiten Obergeschoss des linken Seitenflügels befindet sich eine Hausmeisterwohnung. Das erste Obergeschoss und die restlichen Räume der weiteren Geschosse dienen der Gemeindeverwaltung.

## Schutzgebiet Schlosspark
Der Eichtersheimer Schlosspark wurde in der zweiten Hälfte des 19. Jahrhunderts im Stil eines englischen Landschaftsgartens von dem Eichtersheimer Friedrich Ries, dem späteren Gartenbaudirektor in Karlsruhe, angelegt. Sehenswert sind die alten und seltenen Baumriesen, von denen einige eine botanische Besonderheit darstellen. Beispiele sind eine alte Hängebuche (fagus silvatica pendula) oder ein alter Ginkgo-Baum, eine Zwischenform zwischen Nadel- und Laubgehölz.
Bereits am 20. Februar 1940 hat das damalige Landratsamt Sinsheim unter dem Namen Schloßpark Eichtersheim ein Landschaftsschutzgebiet festgesetzt. Das Gebiet hat eine Größe von rund 6,4 Hektar und trägt die Schutzgebietsnummer 2.26.015. Schutzzweck waren insbesondere die alten Baumbestände.
Der Schlosspark ist ein beliebtes Ausflugsziel und alljährlich Schauplatz einer Schlossbeleuchtung und von Ritterspielen.